# Mongolicosa buryatica
Espèce
Mongolicosa buryatica est une espèce d'araignées aranéomorphes de la famille des Lycosidae.

## Distribution
Cette espèce est endémique de Bouriatie en Russie,.

## Description
Le mâle holotype mesure 7,20 mm et la femelle paratype 9,00 mm.

## Étymologie
Son nom d'espèce lui a été donné en référence au lieu de sa découverte, la Bouriatie.

## Publication originale
- Marusik, Azarkina & Koponen, 2004 : A survey of east Palearctic Lycosidae (Aranei). II. Genus Acantholycosa F. Dahl, 1908 and related new genera. Arthropoda Selecta, vol. 12, no 2, p. 101-148 (texte intégral).